# 45-й саммит G7
45-й саммит «Большой семерки» (G7) — международная встреча на высшем уровне, прошедшая 24-26 августа 2019 года во французском городе Биарриц. Первый саммит с участием премьер-министра Великобритании Борисом Джонсоном. Последний саммит G7 перед пандемией COVID-19.
В связи с незаконным присоединением Крыма к Российской Федерации лидеры стран «Большой семерки» приняли решение что участие Российской Федерации в рамках саммита «Большой восьмёрки» на сегодняшний день является невозможным. Однако Дональд Трамп и Эмманюэль Макрон договорились пригласить на следующий
46-й саммит G7 Россию в качестве гостя.

## Участники
Среди участников саммита были лидеры стран G7, а также представители Европейского союза. Председатель Европейской комиссии был постоянным участником саммита с 1981 года, но нынешний председатель Жан-Клод Юнкер не присутствовал из-за проблем со здоровьем. 45 саммит стал первым для премьер-министра Великобритании и последним для председателя Европейского совета Дональда Туска.
Этот саммит также стал последним для премьер-министра Японии Синдзо Абэ, президента США Дональда Трампа и премьер-министр Италии Джузеппе Конте поскольку следующий 46-саммит был отменен из-за пандемии COVID-19.
| Страна           | Представитель    | Должность             |
| Канада           | Джастин Трюдо    | Премьер-министр       |
| Франция          | Эмманюэль Макрон | Президент             |
| Германия         | Ангела Меркель   | Канцлер               |
| Италия           | Джузеппе Конте   | Премьер-министр       |
| Япония           | Синдзо Абэ       | Премьер-министр       |
| Великобритания   | Борис Джонсон    | Премьер-министр       |
| США              | Дональд Трамп    | Президент             |
| Европейский союз | Жан-Клод Юнкер   | Председатель комиссии |
| Европейский союз | Дональд Туск     | Председатель совета   |

- Премьер-министр Канады Джастин Трюдо
- Президент Франции Эмманюэль Макрон
- Федеральный канцлер Германии Ангела Меркель
- Премьер-министр Италии Джузеппе Конте
- Премьер-министр Японии Синдзо Абэ
- Премьер-министр Великобритании Борис Джонсон
- Президент США Дональд Трамп
- Председатель Европейской комиссии Жан-Клод Юнкер
- Председатель Европейского совета  Дональд Туск

## Приглашённые участники
| Страна                      | Представитель                          | Должность                             |
| Австралия                   | Скотт Моррисон                         | Премьер-министр Австралии             |
| Буркина-Фасо                | Рок Марк Кристиан Каборе               | Президент Буркина-Фасо                |
| Чили                        | Себастьян Пиньера                      | Президент Чили                        |
| Египет                      | Абдул-Фаттах Саид Хусейн Халил Ас-Сиси | Президент Египта                      |
| Индия                       | Нарендра Моди                          | Премьер-министр Индии                 |
| Руанда                      | Поль Кагаме                            | Президент Руанды                      |
| Сенегал                     | Маки Саль                              | Президент Сенегала                    |
| Южно-Африканская Республика | Сирил Рамафоса                         | Президент Южно-Африканской Республики |
| Испания                     | Педро Санчес                           | Председатель правительства Испании    |

- Скотт Моррисон, Премьер-министр Австралии
- Рок Марк Кристиан Каборе, Президент Буркина-Фасо
- Себастьян Пиньера, Президент Чили
- Абдул-Фаттах Саид Хусейн Халил Ас-Сиси, Президент Египта
- Нарендра Моди, Премьер-министр Индии
- Поль Кагаме, Президент Руанды
- Маки Саль, Президент Сенегала
- Сирил Рамафоса, Президент Южно-Африканской Республики
- Педро Санчес, Председатель правительства Испании

## Темы саммита
Темы которые поднимались на саммите «Большой семерки» касались международную торговлю, глобальное потепление и ряд других вопросов. В частности председатель Европейского совета Дональд Туск поднял тему ядерной сделки с Ираном, которая оказалась под угрозой из-за решения правительства США выйти из неё.